# Brzuze
Pour l’article homonyme, voir Brzuze (gmina).
Brzuze est une localité polonaise de la voïvodie de Couïavie-Poméranie et du powiat de Rypin,.